# Суйдобаси (станция)

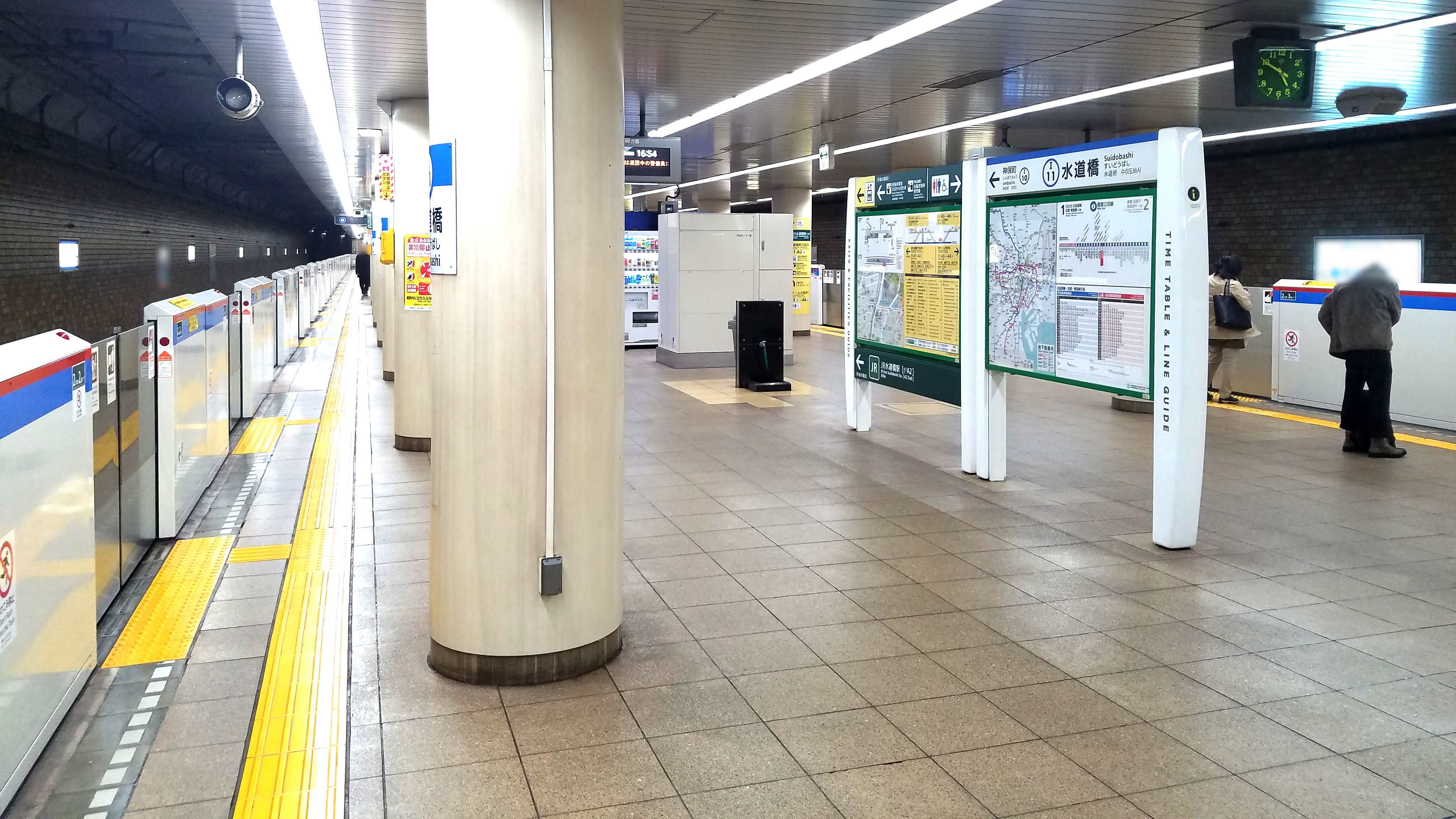
Платформа линии Мита

Станция Суйдобаси (яп. 水道橋駅 суйдо:баси эки) — железнодорожная станция на линиях Тюо-Собу и Мита, расположенная на границе специальных районов Бункё и Тиёда в  Токио. Станция обозначена номером I-11 на линии Мита. На станции установлены автоматические платформенные ворота.

## Планировка станции

### JR East
Две платформы бокового типа и 4 пути. Два дополнительных пути используются для не останавливающихся на станции составов скорой линии Тюо.
| 1 | ■Линия Тюо-Собу | Синдзюку, Накано, Китидзёдзи, Митака Такао |
| 2 | ■Линия Тюо-Собу | Отяномидзу, Кинситё, Цуданума, Тиба Токио  |

### Toei
Одна платформа островного типа и 2 пути.
| 1 | ○Линия Мита | Отэмати, Мэгуро, Хиёси     |
| 2 | ○Линия Мита | Сугамо, Ниси-Такасимадайра |

## Близлежащие станции
| «        |  | Линия          |  | »          |
| -------- |  | -------------- |  | ---------- |
| Иидабаси |  | Линия Тюо-Собу |  | Отяномидзу |
| Дзимботё |  | Линия Мита     |  | Касуга     |